# Welcome to Sodom
Welcome to Sodom (Alternativtitel: Welcome to Sodom – Dein Smartphone ist schon da) ist ein österreichischer Dokumentarfilm von Florian Weigensamer und Christian Krönes aus dem Jahr 2018.

## Inhalt
Der Film thematisiert einen Aspekt der Umweltauswirkungen von ausgedienter Informations- und Kommunikationstechnik (IKT), und zwar die Schicksale von Menschen, welche in die ökologisch alles andere als akzeptable Elektronikschrottverarbeitung in Agbogbloshie involviert sind.

## Produktion
Christian Krönes, Florian Weigensamer (* 1973) und Roland Schrotthofer (* 1984), die für Drehbuch und Regie verantwortlich zeichnen, hatten bereits 2016 beim Dokumentarfilm Ein deutsches Leben zusammengearbeitet, der auch schon von der Wiener Blackbox Film & Medienproduktion GmbH produziert wurde. Ihr nächstes Projekt war Ein jüdisches Leben über Marko Feingold (2021).
Der Film erschien als Nummer 314 in Teil 14 der Edition Der österreichische Film. Der Weltvertrieb erfolgte durch Syndicado Film Sales.
Für den Österreichischen Filmpreis 2020 wurde der Film in der Sparte Dokumentation eingereicht, erhielt aber keine Nominierung.

## Kritik
Der Schweizer Wirtschaftsverband Swico als Vertreter der Schweizer IKT-Branche und Betreiber des Swico Recycling bemängelte einen Bericht in der Sendung «10 vor 10» (Fernsehen SRF) vom 25. Juli 2018 nach dem Erscheinen des Dokumentarfilms; die darin gemachten Aussagen über (illegale) Schweizer Elektromüllexporte nach Afrika wurden aber von soliden externen Quellen bestätigt.
Die Zeitschrift Amnesty Journal schrieb zu dieser Dokumentation: »Dieser Wahnsinnsfilm ist der Kommentar zu Weltwirtschaft und Wohlstandsgefälle in spektakulären Bildern. Mehr Kino geht nicht.«
In der Filmzeitschrift Filmmaker befand der Rezensent: «Mit umwerfender Kunstfertigkeit stürzt uns dieser atemberaubende Film tief in ein schockierend dystopisches Universum, wie geradewegs einem Ridley Scott Film entsprungen.»

## Auszeichnungen
- 2018: Gewinner Best Cinematography, Valetta Film Festival
- 2018: Gewinner Best Testimony on Nature, Internationales Dokumentarfilmfestival Jihlava[5]
- 2018: Gewinner Special Mention, Zurich Film Festival[6]